# (2982) Muriel
(2982) Muriel (1981 JA3; 1973 YP; 1978 SY5) ist ein ungefähr 15 Kilometer großer Asteroid des äußeren Hauptgürtels, der am 6. Mai 1981 von der US-amerikanischen Astronomin Carolyn Shoemaker am Palomar-Observatorium etwa 80 Kilometer nordöstlich von San Diego, Kalifornien (IAU-Code 675) entdeckt wurde. Er gehört zur Eos-Familie, einer Gruppe von Asteroiden, die nach (221) Eos benannt ist.

## Benennung
(2982) Muriel wurde nach Muriel May Scott Shoemaker, der Schwiegermutter der Entdeckerin Carolyn Shoemaker, benannt.